# Fjällsäterstjärnen
Fjällsäterstjärnen är en sjö i Färgelanda kommun i Dalsland och ingår i Örekilsälvens huvudavrinningsområde. Sjön har en area på 0,0602 kvadratkilometer och ligger 196,5 meter över havet. Fjällsäterstjärnen ligger i Kroppefjäll Natura 2000-område.

## Delavrinningsområde
Fjällsäterstjärnen ingår i det delavrinningsområde (651204-128906) som SMHI kallar för Utloppet av Svinesjön. Medelhöjden är 203 meter över havet och ytan är 13,21 kvadratkilometer. Det finns inga avrinningsområden uppströms utan avrinningsområdet är högsta punkten. Svinån som avvattnar avrinningsområdet har biflödesordning 3, vilket innebär att vattnet flödar genom totalt 3 vattendrag innan det når havet efter 63 kilometer. Avrinningsområdet består mestadels av skog (74 procent). Avrinningsområdet har 2,5 kvadratkilometer vattenytor vilket ger det en sjöprocent på 18,9 procent.